# HMS Onslaught (G04)
«Онслот» (G04) (англ. HMS Onslaught (G04) — військовий корабель ескадрений міноносець типу «O» Королівського військово-морського флоту Великої Британії за часів Другої світової війни.
«Онслот» закладений 14 січня 1940 на верфі компанії Fairfield Shipbuilding and Engineering Company, у Говані. 19 червня 1942 увійшов до складу Королівських ВМС Великої Британії.
Есмінець взяв активну участь у бойових діях на морі в Другій світовій війні, бився у Північній Атлантиці, біля берегів Франції, Англії та Норвегії, супроводжував арктичні та атлантичні конвої. За проявлену мужність та стійкість у боях бойовий корабель заохочений чотирма бойовими відзнаками.
1951 переданий до складу Пакистанських ВМС, де отримав ім'я «Тогрул»; 1957 перероблений на протичовновий фрегат і служив до 1975 року поки не був списаний і згодом розібраний на брухт.

## Бойовий шлях

### 1942
Відразу після введення до строю Флоту метрополії «Онслот» увійшов до 17-ї флотилії есмінців і вже 26 червня був включений до складу сил далекого ескорту конвою PQ 17, який прямував з Ісландії до Архангельська, а згодом повертався з конвоєм QP 13 до Рейк'явіка. 4 липня Адміралтейство отримало повідомлення про вихід у море лінкора «Тірпіц» і перший морський лорд адмірал флоту Д. Паунд віддав наказ «Конвою розсіятися!», а супроводжуючі конвой бойові кораблі відкликали для перехоплення «Тірпіца», усі транспортні судна кинули напризволяще. Як з'ясувалося згодом, інформація про вихід німецького лінкора виявилася неточною, тоді як конвой, залишений без захисту, став легкою здобиччю німецьких підводних човнів і торпедоносців. Як наслідок, 22 транспорти та 2 допоміжних судна із складу конвою були потоплені.
На початку вересня 1942 року корабель включений до складу сил ескорту для супроводу арктичного конвою PQ 18, що доставляв за програмами ленд-лізу озброєння, військову техніку і важливі матеріали та майно до Радянського Союзу й під потужною охороною йшов до Архангельська.
З 12 по 15 вересня 1942 року конвой піддався інтенсивній атаці 35 пікіруючих бомбардувальників Ju 88A-4 KG 30 та 42 торпедоносців KG 26 (I/KG 26 з 28 He 111H-6 та III/KG 26 з 14 Ju 88A-4). Тактикою дії німецьких літаків був одночасний та взаємоузгоджений напад торпедоносців та частки бомбардувальників на головні сили ескорту, які відволікали бойові кораблі від транспортних суден, і в цей час авіагрупа III/KG 26 потужною торпедною атакою, відомою як «золота гребінка», нищила беззахисні транспортники.
На фоні бомбардування кораблі та судна союзників одночасно атакували німецькі підводні човни. Частка з них була потоплена ескортом. Так, есмінець «Фолкнор» потопив U-88, «Імпульсів» — U-457 та «Онслоу» у взаємодії з палубною авіацією ескортного авіаносця «Евенджер» — U-589. Однак, попри затятому спротиву кораблів ескорту, тільки за 12 вересня вісім суден з сорока були потоплені німцями. 14 вересня британський танкер MV «Ателтемлер» був пошкоджений внаслідок торпедної атаки U-457 і згодом затонув. Ще два транспортних судна затопила німецька авіація на підходах до Мурманської бухти. Загалом під час переходу загинуло 13 суден.
16 вересня есмінець «Онслот» приєднався до головних сил флоту для супроводження конвою QP 14, що повертався з СРСР до Лох Ю у Шотландії. 65 бойових кораблів супроводжували невеличкий транспортний конвой з 17 суден. У цілому конвой втратив шість кораблів та суден, тільки один U-435 встиг потопити чотири союзних судна.
20 листопада «Онслот» з крейсерами «Лондон» та «Саффолк» та есмінцями «Форестер», «Обд'юрет» вийшли до острова Ведмежий, для прикриття конвою QP 15, який повертався від берегів Росії. Конвой, що вийшов з Кольської затоки 17 листопада мав у своєму складі 32 транспортних та вантажних судна під ескортом 30 бойових кораблів
На переході морем німецькі підводні човни U-625 та U-601 потопили одне британське та одне радянське транспортні судна, есмінці радянського флоту «Баку» та «Сокрушительний» були пошкоджені, згодом останній затонув. Решта конвою практично без втрат дісталась берегів Ісландії.

### 1943
7 січня 1943 року есмінець вийшов до Ісландії, де увійшов до сил британського флоту, що супроводжували конвої до СРСР. З 17 по 27 січня він залучався до ескортування конвою JW 52 з 15 транспортників, які йшли до Кольської затоки. «Онслот» діяв у складі ескорту, який очолював лінкор «Енсон».
Наприкінці січня 1943 року «Онслот» вийшов від берегів Росії з есмінцями «Бігл», «Бульдог», «Форестер», «Ікарус», «Матчлес», «Мушкетер», «Оффа» та «Піорун», двома корветами й двома тральщиками, супроводжуючи конвой RA 52.
15 лютого 1943 року «Онслот» з есмінцями прикриття «Ікарус», «Метеор», «Мушкетер», «Оффа» та «Піорун» ескортував лінкори «Кінг Джордж V» і «Хау» та важкий крейсер «Бервік», що забезпечували перехід конвою JW 53 з 28 транспортних суден. 18 числа увесь ескорт конвою зосередився в Акурейрі, але, через екстремально суворі погодні умови легкий крейсер «Шеффілд», що отримав пошкодження, змушено повернули назад до Англії, а його місце у похідному ордері зайняв крейсер «Норфолк». 21 лютого конвой JW 53 вийшов від берегів Ісландії в напрямку на Мурманськ. 26 лютого конвой досяг Кольської затоки. Кораблі противника зустрінуті протягом переходу не були. Німецька авіація здійснила декілька млявих спроб атакувати транспортники з повітря, проте, тільки одне судно дістало незначних пошкоджень.
З осені 1943 року продовжував виконання завдань з ескорту арктичних конвоїв до Радянського Союзу. Зокрема охороняв конвої JW 54A, RA 54A, RA 54B.
15 грудня 1943 року «Онслот» супроводжував конвой JW 55B з есмінцями «Імпалсів», «Онслоу», «Орвелл», «Скардж», «Хаїда», «Гурон», «Ірокеу», що утворювали океанський ескорт конвою.
Під час переходу стався морський бій між союзними кораблями та німецьким лінкором «Шарнгорст».

### 1944
22 січня 1944 року есмінець вийшов у черговий конвой JW 57 на чолі з крейсером «Блек Прінс» до радянських портів. 24 лютого у ході руху конвою суден німці вжили спроби атакувати підводними човнами транспорти та кораблі ескорту, однак контратакою есмінця «Кеппель» та торпедоносців «Сордфіш» з борту ескортного авіаносця «Чейсер» німецький U-713 був потоплений. Наступного дня есмінець «Махратта» був потоплений німецьким підводним човном U-990. Своєю чергою, літаючий човен «Каталіна» з бази у Саллом-Во виявив та потопив глибинними бомбами німецьку субмарину U-601.
У березні 1944 року «Онслот» супроводжував зворотний конвой RA 57 з Росії до Лох Ю. 4 березня німецький підводний човен U-703 потопив судно Empire Tourist, британський торпедоносець «Сордфіш» з ескортного авіаносця «Чейсер» знерухомив U-472, який «Онслот» остаточно затопив.
30 березня 1944 року есмінець був включений до складу сил, що готувались до проведення операції «Тангстен» — атаці палубною авіацією королівського військово-морського флоту Великої Британії німецького лінкора «Тірпіц». Британське командування побоювалося, що цей єдиний лінкор, що лишився у німців і переховувався в Алта-фіорді, після ремонту знову стане загрозою стратегічно важливим арктичним конвоям, які доставляли вантажі до Радянського Союзу. Знищення лінкора дозволило б звільнити кілька важких бойових кораблів, що дислокувалися у Північному морі для протидії «Тірпіцу».
3 квітня 1944 року літаки з п'яти авіаносців завдали удару по «Тірпіцу». Британські льотчики на 42 пікіруючих бомбардувальниках Fairey Barracuda у супроводі 80 винищувачів зустріли серйозний опір німців. Й хоча п'ятнадцять авіабомб вразили ціль, німецькому лінійному кораблю не були завдані суттєвих збитків. Через два місяці він знову увійшов до строю. Втрати британців склали чотири літаки, дев'ять льотчиків загинули.
20 квітня переведений разом з сістер-шипами «Оффа», «Опорт'юн» та «Орібі» до Плімута для подальшої підготовки до вторгнення в Нормандію.
Протягом червня забезпечував прикриття основних сил десанту. 26 червня вийшов у групі прикриття лінкора «Родні», монітора «Робертс», крейсерів «Белфаст» і «Дайадем», що обстрілювали корабельною артилерією ворожі позиції під Каном під час наступу британських військ на місто.
У жовтні «Онслот» з крейсером «Дайадем» та есмінцями «Скодж», «Скорпіон» і «Зілоус» прикривали ескортні авіаносці «Персьюер» і «Преміер», чия авіація ставила мінні загородження поблизу Кармзунда в Норвегії.
1 грудня есмінець «Онслот» у черговий раз брав участь в ескорті конвою JW 62, який супроводжували ескортні авіаносці «Наірана», «Кампаніа», крейсер «Беллона» та есмінці «Бігл», «Бульдог», «Кайзер», «Кембріан», «Кепріс», «Кассандра», «Кеппель», «Обідіент», «Оффа», «Орібі», «Онслоу», «Оруелл», шлюп «Лепвінг». На зворотному шляху до Британії ескорт та літаки підтримки потопили німецькі човни U-387 і U-365.

### 1945
1945 «Онслот» продовжував нести службу у складі Флоту метрополії, супроводжував конвої JW 64, JW 65 до Росії та зворотний конвой RA 64 до Британії.
З квітня до червня перебував на ремонті.

### Післявоєнний час
У післявоєнний час есмінець «Онслот» продовжував службу в лавах британського Королівського флоту. Брав участь в операції «Дедлайт» — знищенні захоплених німецьких підводних човнів. У березні 1951 року переданий до пакистанських ВМС і отримав нову назву «Тогрул-бек» і згодом був перероблений на протичовновий фрегат і залишався на службі до 1975 року. За два роки есмінець «Онслот» був відправлений на розбирання.